# Anna Białobrzeska
Anna Wika z d. Białobrzeska (ur. 30 stycznia 1984 w Szczecinie) – polska siatkarka, jedna z głównych zawodniczek MKS-u Dąbrowa Górnicza, która wywalczyła awans do LSK. Oprócz występów w hali na pozycji przyjmującej, grała także w siatkówkę plażową. W tej konkurencji uzyskała dwa tytuły Mistrza Polski (2003, 2005).
Jej mężem jest Marcin Wika, siatkarz, z którym ma córkę Aleksandrę i syna Oskara. W 2025 roku jej córka Aleksandra wraz z reprezentacją Polski wygrały Mistrzostwa Europy do lat 16 oraz otrzymała nagrodę MVP turnieju.

## Kluby
- Chemik Police
- Piast Szczecin
- Gedania Gdańsk
- MKS Dąbrowa Górnicza,
- UKS MOSiR Jasło

## Sukcesy
- Mistrzyni Polski w siatkówce plażowej 2003, 2005
- Awans z MKS-em do LSK